# غسولینی
فرهنگ غسولینی یک جامعه یکجانشین مربوط به دورهٔ مس‌سنگی بود که در حدود ۳۸۰۰ (پ.م) تا ۳۳۵۰ (پ.م) در جنوب سرزمین شام می‌زیست. نمونه سایت این فرهنگ معروف به «تلیلة الغسول» در دره اردن در نزدیکی دریای مرده قرار داد و در دهه ۱۹۳۰ کشف شد.